# Poslednij bogatyr
Poslednij bogatyr (russisk: Последний богатырь) er en russisk spillefilm fra 2017 af Dmitrij Djatjenko.

## Medvirkende
- Viktor Khorinjak som Ivan Ilitj Najdenov
- Igor Jasjanin
- Mila Sivatskaja som Vasilisa
- Konstantin Lavronenko som Kosjjej
- Jelena Jakovleva som Baba Jaga